# Ningikuga
Ningikuga ("Vrouwe van het Zuiver Riet") was in de Sumerische mythologie een godin van rietland en moerassen. Zij was een van de echtgenotes van Enki, bij wie zij de moeder werd van Ningal. Zij was zelf de dochter van Anu en Nammu.